# Radford (Nottinghamshire)
Radford – dzielnica miasta Nottingham, w Anglii, w Nottinghamshire, w dystrykcie Nottingham. Leży 0,8 km od centrum miasta Nottingham i 177,2 km od Londynu. W 1911 roku civil parish liczyła 38 718 mieszkańców. Radford jest wspomniana w Domesday Book (1086) jako Redeford.